# أنطونيلا كليريسي
أنطونيلا كليريسي (بالإيطالية: Antonella Clerici)‏ هي صحفية ومقدمة تلفزيونية إيطالية، ولدت في 6 ديسمبر 1963 في لنيانو في إيطاليا.

## وصلات خارجية
- أنطونيلا كليريسي على موقع IMDb (الإنجليزية)
- أنطونيلا كليريسي على موقع روتن توميتوز (الإنجليزية)
- أنطونيلا كليريسي على موقع ميوزك برينز (الإنجليزية)
- أنطونيلا كليريسي على موقع ميوزك برينز (الإنجليزية)
- أنطونيلا كليريسي على موقع قاعدة بيانات الفيلم (الإنجليزية)